# Guîtres
Guîtres é uma comuna francesa na região administrativa da Nova Aquitânia, no departamento da Gironda. Estende-se por uma área de 5,03 km². Em 2010 a comuna tinha 1 620 habitantes (densidade: 322,1 hab./km²).